# Гвоздева, Ольга Сергеевна
О́льга Серге́евна Гво́здева (род. 17 марта 1942) — советский и российский художник-постановщик.

## Биография
Родилась 17 марта 1942 года. В 1963—1967 годах училась в ВГИКе.
В 1967—1979 годах работала на киностудии «Союзмультфильм», в 1979—1982 годах — на студии «Мульттелефильм» творческого объединения «Экран». В 1993—1997 годах — вновь на «Союзмультфильме». До 1982 года работала в кукольной анимации, после 1993 года — в рисованной.

## Фильмография

### Художник-постановщик
- 1967 — «Франтишек»
- 1968 — «Ничто не забыто»
- 1969 — «Золотой мальчик»
- 1970 — «Приключения Огуречика»
- 1971 — «Край земли»
- 1971 — «Снежные люди»
- 1973 — «Айболит и Бармалей»
- 1974 — «Федорино горе»
- 1976 — «Будь здоров, зелёный лес!»
- 1977 — «Жила-была курочка»
- 1978 — «Почтарская сказка»
- 1979 — «Дядюшка Ау»
- 1980 — «Свинопас»
- 1981 — «Палле один на свете»
- 1982 — «Хитрая сказка, или упрямый лисёнок»
- 1982 — «Маленький рыжик»
- 1993 — «Обезьянки, вперёд!»
- 1995 — «Обезьянки в опере»
- 1997 — «Обезьянки. Скорая помощь»

### Художник
- 1967 — «Легенда о Григе»